# Castell de Montesquiu (Pujalt)
El castell de Montesquiu és un edifici situat dalt d'un turó, prop de l'Astor, avui agregat de Pujalt (Anoia). Les restes de l'edifici original conservades són perfectament visibles a la banda sud-occidental del terme a frec dels límits comarcals. És un edifici declarat bé cultural d'interès nacional. Conserva dempeus un fragment de mur i algunes estructures quasi totalment soterrades.

## Descripció
L'Astor, avui agregat de Pujalt, a començaments del segle xix constituïa una demarcació pròpia, amb una església dedicada a Sta. Magdalena, sufragània de la de Segur (ja n'era, de sufragania, el 1176). Prop del nucli de l'Astor hi ha aquest castell de Montesquiu (confessem que no tenim la plena seguretat que els anomenats, documentalment, castells de Montesquiu i de l'Astor no sigui, en realitat, un sol castell). En tot cas, el castell que coneixem amb el nom de Montesquiu, és, a hores d'ara, un notable munt de pedres, encara amb algun detall d'interès prop d'Astor.
Fou un castell format segurament per una sala que devia fer uns 6 m d'ample per uns 14 m de llarg de la qual es conserva un fragment del mur nord, amb només 3 m de llarg per 5 m d'alt. El mur té un gruix de 95 cm. S'hi veu una espitllera de 50 cm d'alt per 30 cm d'ample a dins. Els carreus són més aviat petits i llargs (10 cm d'alt per 20 cm de llarg; a la cara exterior n'hi alguns de més grans (30 cm X 35 cm) i a mitja paret uns altres col·locats verticalment. Són units amb morter de calç més aviat tou. La sala era situada a l'extrem d'un recinte molt més ampli, també rectangular que devia fer 18 m d'ample per 25 de llarg. D'aquest clos exterior, segurament tancat per un vall resten alguns fragments a la part meridional del mur est, a l'angle nord-oest i a la part occidental del mur sud. Al sector sud-oest es veu una cambra que tenia una arcada adovellada amb arc de mig punt al mig. Feia uns 2 m d'ample i uns 8 m de llarg.
Mentre que els murs de la sala del nord-est són de carreus més aviat petits, les pedres del mur del clos són carreus més grans i més quadrats. Això fa pensar que potser inicialment es construí la sala, cap al segle xi i després es feu la resta dels murs, durant el segle xii o XIII.

## Història
És una fortalesa documentada el 1171. La primera menció que tenim de Montesquiu, i no pas com castell, la llegim el 1332, quan el rector de l'església de Segur ven diversos drets al prevere Berenguer Sabater. El castell de Montesquiu, formava un nucli de poblament i tenia una església, que antigament fou parròquia, dedicada a sant Pere. El 1360 el lloc de Montesquiu era de domini de Pere de Gàver i tenia 7 focs, tal com consta en el fogatjament de 1358 on es parla de «Petrus de Gaver» de Montesquiu. Sembla que el castell, el poble i l'església van desaparèixer en la guerra civil catalana contra Joan II d'Aragó, esdevinguda entre els anys 1462 i 1472, quan fou atacat per les forces de mossèn Lluc Ferrer, rector i capità del castell de Jorba, perquè era un refugi de partidaris del rei. Al segle xvii el lloc de Montesquiu pertanyia a la família Meca.
Es creu que es va construir entre els anys 750 i 1000 d. C, i formava part de la marca hispànica que separaba la zona franca de la musulmana.